# Antoine Rebstein
Antoine Rebstein, né en 1978 à La Conversion, est un pianiste et chef d'orchestre vaudois.

## Biographie
Antoine Rebstein commence le piano à l'âge de 7 ans. Élève de Christian Favre à la Haute École de musique de Lausanne jusqu'en 1995, il finit un baccalauréat latin-grec avant de partir compléter sa formation musicale. À Berlin tout d'abord, où il profite de l'enseignement de Galina Iwanzowa à la Hochschule für Musik Hanns Eisler, à Salzbourg ensuite, où il étudie auprès de Hans Leygraf au Mozarteum. 
Il est lauréat de Concours suisse de musique pour la jeunesse en 1991, du Concours Jecklin à Zürich en 1994 et représente la Suisse au festival Steinway de Hambourg en 1994. Il parvient également à la finale du Tournoi Eurovision des jeunes musiciens à Lisbonne en 1996. Cette même année 1996, il remporte le premier prix au Concours international de Stresa. Il est également lauréat d'un prix de la Fondation Leenaards en 2000.
Privé pour cause de maladie de l'usage de sa main droite depuis 2003, il parvient pourtant à transcender ce coup du sort : à l'exemple de Paul Wittgenstein, il continue à jouer du piano, de la main gauche uniquement. Il donne en 2003 un premier récital pour main gauche seule dans le cadre du Festival de Lucerne, et sort en 2005 chez Claves un album intitulé Piano left hand recital. Il est ainsi au centre d'un reportage de la télévision Suisse italienne en 2007. Depuis 2004, il mène également une carrière de chef d'orchestre. Il étudie en effet la direction de chœur entre 2004 et 2007 à Salzbourg, avant de retourner à Berlin où le chef Rolf Reuter lui enseigne son art. Il intègre alors la classe du professeur Christian Ehwald à la Hochschule für Musik Hanns Eisler, où il obtient un master en direction d'orchestre en 2012.
Antoine Rebstein mène une carrière musicale partagée entre la Suisse et l'étranger. Directeur artistique du Junges Orchester der Freien Universität à Berlin depuis 2009, cofondateur de l'ensemble Cully Classique, il est également lié depuis 2012 avec le Russian Chamber Orchestra Kursk et le Philharmonique de Tomsk, et donne des concerts en Russie.

## Sources
- « Antoine Rebstein », sur la base de données des personnalités vaudoises sur la plateforme « Patrinum » de la Bibliothèque cantonale et universitaire de Lausanne.
- Chenal, Mathieu, "Antoine Rebstein à l'assaut de Rachmaninov", 24 Heures, 2000/02/07, p. 31
- "Talents prometteurs", 24 Heures, 1991/03/26, p. 63
- Barrelet, Alexandre, "Romand en finale", 24 Heures, 1996/03/05.